# Футбол на летних Олимпийских играх 1976 — квалификация
Отборочный турнир футбольных соревнований летних Олимпийских игр 1976 прошёл с 23 февраля 1975 года по 28 апреля 1976 года. Сборная Канады автоматически отобралась на олимпийский турнир на правах принимающей стороны Олимпийских игр. Сборная Польши досрочно стала участником олимпийского турнира на правах чемпиона предыдущих Игр. Остальные 14 мест разыгрывались в отборочных турнирах, проводимых пятью континентальными федерациями. Всего в отборе приняли участие 77 сборных: 20 европейских, 15 азиатских, 22 африканских, 6 южноамериканских и 14 североамериканских.
Сборные Ливана, Шри-Ланки, Австралии, Индии, Бангладеш, Таиланда, Южного Вьетнама, Камеруна и Мадагаскара снялись с турнира до его начала. Сборная Мали снялась по ходу турнира.
Победители африканского отбора сборные Ганы, Нигерии и Замбии снялись с олимпийского турнира в знак протеста против присутствия Новой Зеландии на Играх, которую они обвиняли из-за того, что их регбийная сборная провела турне по Южной Африке, в которой на тот момент действовал апартеид.
Сборная Уругвая также снялась с олимпийского турнира, её заменила сборная Кубы.

## Итоговый список участников Олимпийских игр
| - Африка - Гана (снялась) - Нигерия (снялась) - Замбия (снялась) - Азия - Иран - Израиль - КНДР - Северная Америка - Куба (заменила Уругвай) - Гватемала - Мексика | - Южная Америка - Бразилия - Уругвай (снялась) - Европа - ГДР - Франция - Польша (автоматически квалифицированы как чемпионы Олимпийских игр 1972) - Испания - СССР - Страна-организатор - Канада |

## Европа
В европейском отборочном турнире 20 сборных определяли четыре участника Олимпийских игр. Все команды были поделены на четыре группы. Соревнования проходили в два раунда.
Победителями отборочного турнира стали сборные СССР, ГДР, Испании и Франции.

## Азия
В азиатском отборочном турнире 15 сборных (из 22 заявленных) боролись за три места в олимпийском турнире. Все команды были поделены на три группы. Формат проведения отбора в разных группах различался.
Победителями отборочного турнира стали сборные Ирана, Израиля и КНДР.

## Африка
В африканском отборочном турнире 22 сборные (из 24 заявленных) боролись за три места в олимпийском турнире. Соревнования проходили в три раунда в формате матчей на выбывание.
Победителями отборочного турнира стали сборные Ганы, Нигерии и Замбии. Все они снялись с олимпийского турнира.

## Южная Америка
В южноамериканском отборочном турнире 6 сборных боролись за два места в олимпийском турнире. Турнир прошёл зимой 1976 года в Бразилии. Соревнования проходили в один круг.
Победителями отборочного турнира стали сборные Бразилии и Уругвая. В дальнейшем уругвайская команда снялась с олимпийского турнира, вместо неё предложение получила Аргентина, однако она также отказалась от участия. В итоге их место заняла Куба, занявшая третье место в североамериканском отборе.

## Северная и Центральная Америка
В североамериканском отборочном турнире 14 сборных боролись за два места в олимпийском турнире. Все команды были поделены на три географические зоны. Соревнования проходили в несколько раундов в зависимости от зоны.
Победителями отборочного турнира стали сборные Мексики и Гватемалы.